# Phenacobius teretulus
Phenacobius teretulus es una especie de peces de la familia de los Cyprinidae en el orden de los Cypriniformes.

## Morfología
Los machos pueden llegar alcanzar los 10 cm de longitud total.

## Hábitat
Es un pez de agua dulce.

## Distribución geográfica
Se encuentra en Virginia Occidental, Virginia y Carolina del Norte (Estados Unidos).